# Hulk Hogan

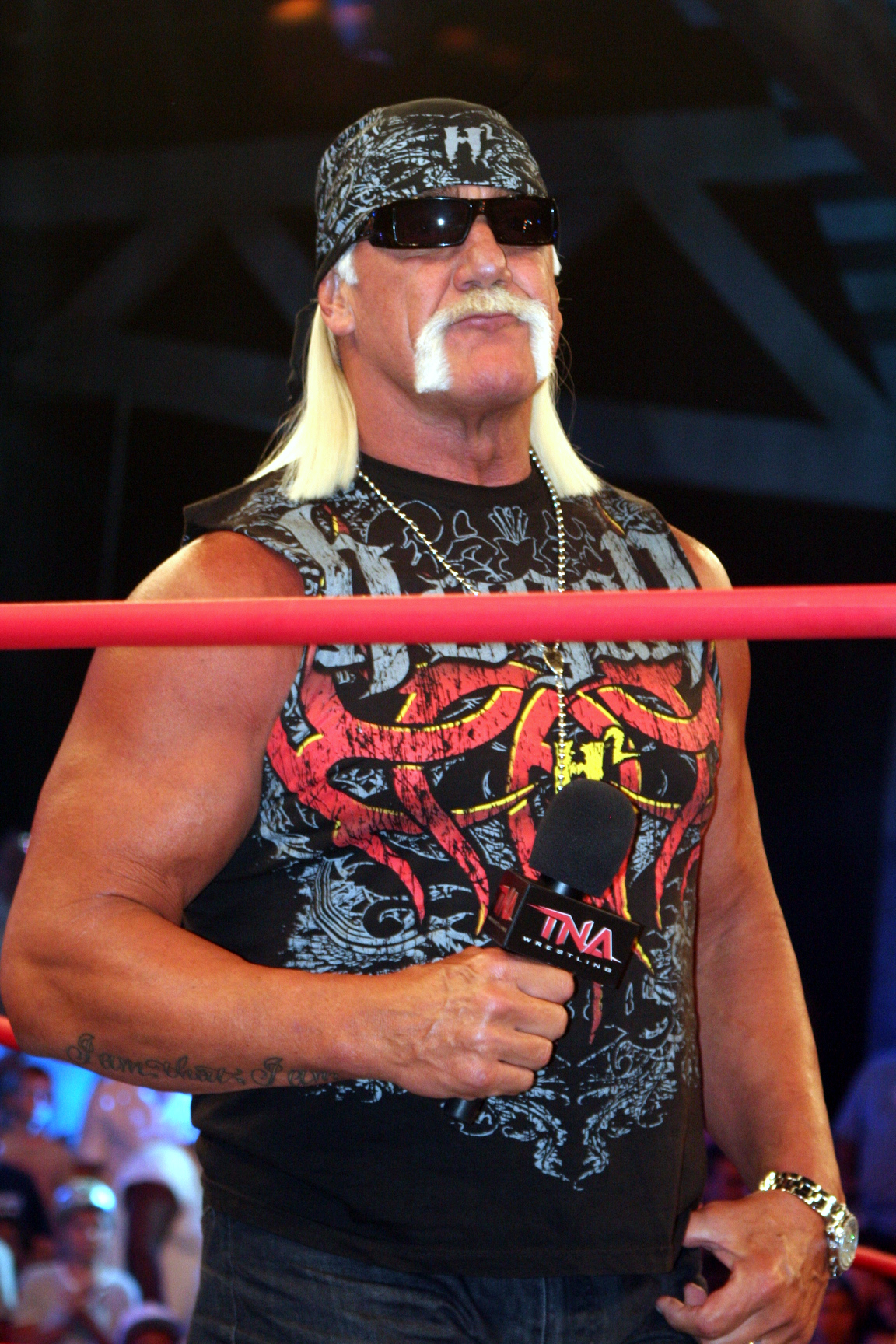
Hulk Hogan, 2010-ben

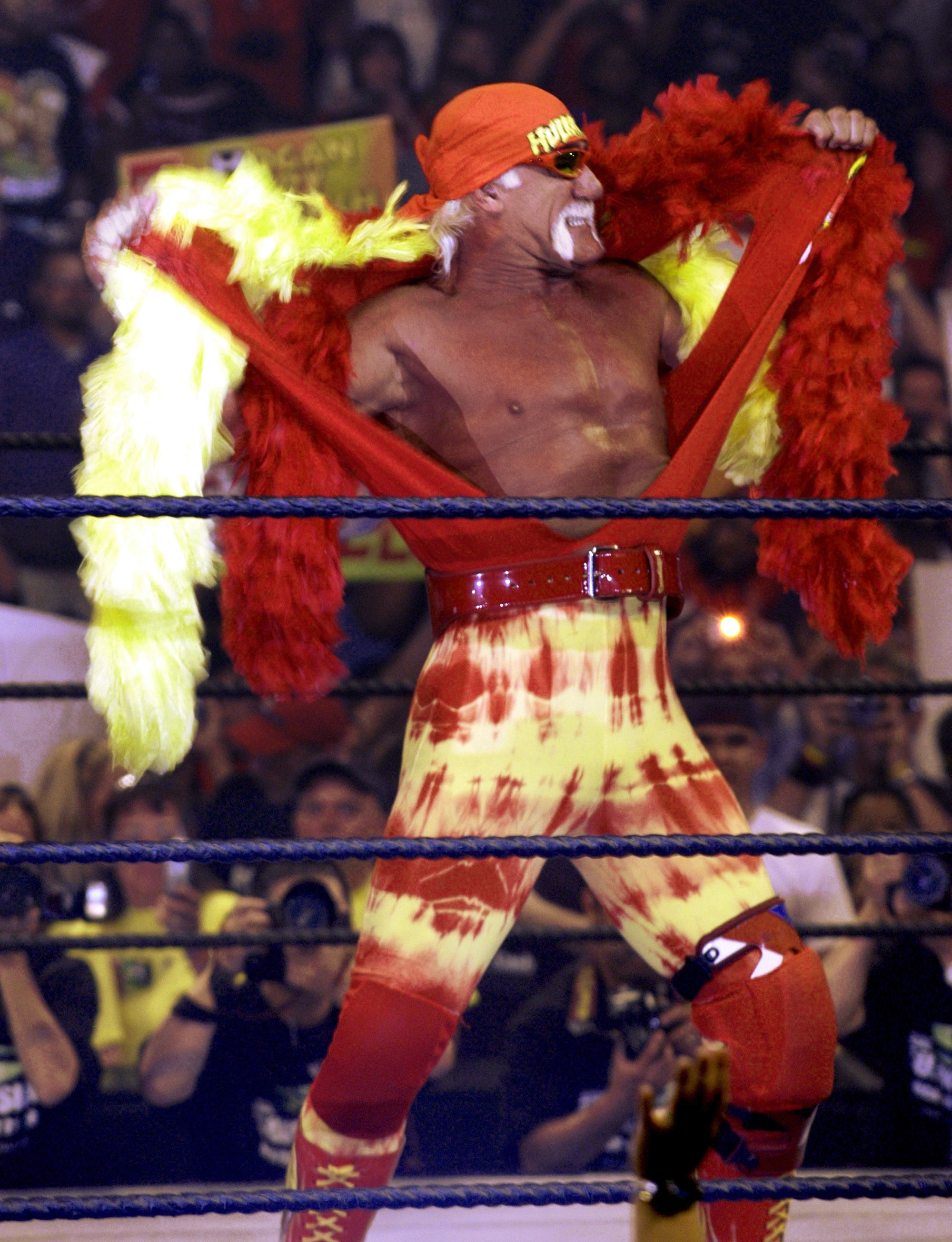
Hulk Hogan, 2005-ben

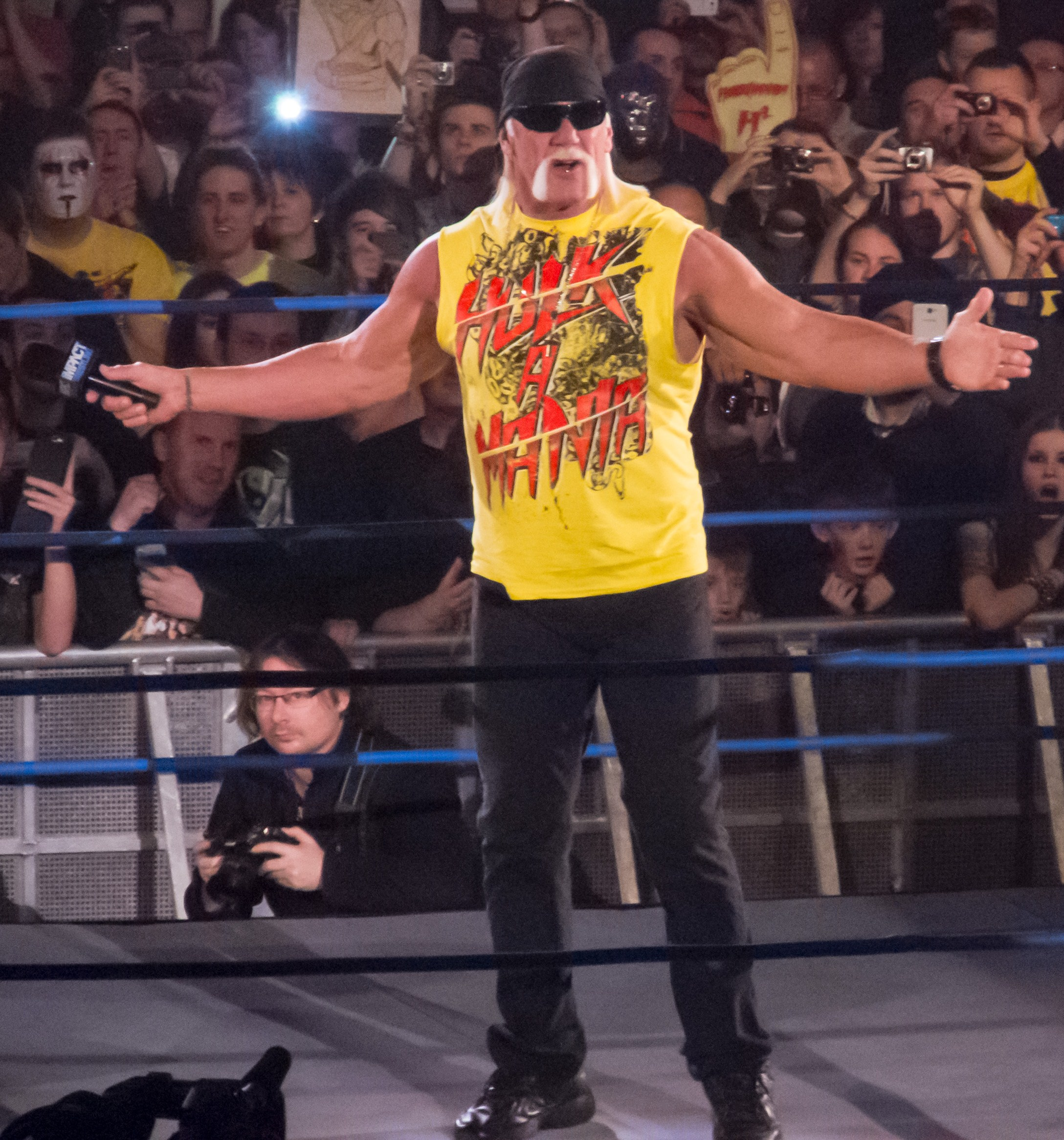
Impact! TV Taping, 2013

Hulk Hogan, született Terry Eugene Bollea (Augusta, Georgia, 1953. augusztus 11. – Clearwater, Florida, 2025. július 24.) amerikai pankrátor, színész.

## Élete és pályafutása
Az olasz származású Pietro "Peter" Bollea (1913. december 6. – 2001. december 18.) építőipari művezető, valamint a skót és francia származású Ruth V. (születési nevén Moody; 1922 – 2011. január 1.) Bollea háziasszony és tánctanár fiaként született. Másfél éves korában családja a floridai Port Tampába költözött. Kisfiúként dobójátékos volt a Little League Baseballban. 
Az 1980-as években a pankráció egyik legnagyobb sztárja volt, a WWF (World Wrestling Federation, ma már World Wrestling Entertainment, rövidítve WWE) hős karaktere volt. Ekkortájt vált ismertté a Hulkamania. Egyik leghíresebb mérkőzése a Wrestlemania 3-on volt, ahol legyőzte Andre The Giantet. Közel négy évig volt bajnok, majd viszályba keveredett olyanokkal, mint Macho Man Randy Savage vagy az Ultimate Warrior. 1993-ban távozott a szervezetből.
Eric Bischoff rávette, hogy az ő által irányított WCW-ba szerződjön. Így 1994-ben átigazolt a World Championship Wrestling-be ahol a debütáló mérkőzésén Ric Flair ellen rögtön megnyerte a szervezet fő övét amelyet 469 nap után The Giant ellen vesztett el. Majd 1996-ban először pályafutása során gonosz karakter lett és Hollywood Hogan néven a legendás pankrátor csapatot az nWo-t (New World Order) vezette. Ezekben az években az egyik legnagyobb ellenfele Sting volt akivel össze csapott Starcade-n 1997-ben. 2000 júliusában a Bash at the Beach nevű ppv-n összeveszett a szervezet akkori vezetőjével, Vince Russo-val és a továbbiakban nem jelent meg cég eseményein, amely 2001 márciusában Vince McMahon kezébe került aki beleolvasztotta azt a saját szervezetébe, a WWE-be. 
2002-ben visszatért a WWE-be mint Hollywood Hulk Hogan az nWo vezetője és összecsapott a Wrestlemania 18-n The Rock-al. Mérkőzés után ismét jó karakter lett és megnyerte a WWE bajnoki címet. 2003-ban Vince McMahonnel került viszályba, akit legyőzött a Wrestemania 19-en, majd Mr. America néven folytatta a szereplést. Az év végén otthagyta a szervezetet ahová 2005-ben tért vissza és megküzdött Shawn Michaels-el SummerSlam-en. Edzője Hiro Macuda volt.
2005-ben bekerült a WWE Hall of Fame-be.
2009. október végén aláírt a TNA-hez.
2014-ben vissza tért a WWE-be és a Wrestlemania 30 házigazdája volt. 2015 július 24.-én a WWE elbocsájtotta Hogan-t a szervezettől mert nyilvánosságra került egy 2007-es hangfelvétel ahol rasszista megnyilvánulásokat tett.

## Magánélete
Francia-olasz-panamai keveredésű családban született. 1983. december 18-án feleségül vette Linda Claridge-t, akitől két gyermeke született: Brooke (1988. május 5.) és Nick (1990. július 27.). A család a Hogan Knows Best című sorozatban szerepel. 2009. július 27-én elvált.

## Filmográfia

### Film
| Év   | Magyar cím                    | Eredeti cím                          | Szerep                                           | Magyar hang    |
| ---- | ----------------------------- | ------------------------------------ | ------------------------------------------------ | -------------- |
| 1982 | Rocky III.                    | Rocky III                            | Mennydörgés                                      | Salinger Gábor |
| 1983 | Bimini-kód                    | Bimini Code                          | Rick, szőke bérgyilkos (stáblistán nem szerepel) |                |
| 1989 | Sziklaöklű harcosok           | No Holds Barred                      | Rip Thomas                                       |                |
| 1990 | Szörnyecskék 2. – Az új falka | Gremlins 2: The New Batch            | önmaga                                           | Kránitz Lajos  |
| 1991 | Külvárosi kommandó            | Suburban Commando                    | Shep Ramsey                                      | Ujlaki Dénes   |
| 1993 | Mr. Óvóbácsi                  | Mr. Nanny                            | Sean Armstrong                                   | Ujlaki Dénes   |
| 1996 | Drágám, add az életed!        | Spy Hard                             | Steele másik csapattagja (cameo)                 |                |
| 1996 | Titkos ügynökök klubja        | The Secret Agent Club                | Ray Chase                                        | Ujlaki Dénes   |
| 1996 | Muszklimikulás                | Santa with Muscles                   | Blake Thorn                                      | Vass Gábor     |
| 1998 | Kincs, ami van                | McCinsey's Island                    | Joe McGrai                                       |                |
| 1998 | A 3 nindzsa nem hátrál        | 3 Ninjas: High Noon at Mega Mountain | Dave Dragon                                      | Barbinek Péter |
| 1998 | Akit vasgolyónak hívtak       | The Ultimate Weapon                  | Ben "Vasgolyó" Cutter                            | Bognár Tamás   |
| 1998 | Akit vasgolyónak hívtak       | The Ultimate Weapon                  | Ben "Vasgolyó" Cutter                            | Hankó Attila   |
| 1999 | Muppet-show az űrből          | Muppets from Space                   | önmaga (cameo)                                   |                |
| 2009 | Kicsi Herkules                | Little Hercules                      | Zeusz                                            |                |
| 2011 | Gnómeó és Júlia               | Gnomeo & Juliet                      | Terrafűnyíró (hangja)                            | Forgács Gábor  |

### Televízió
| Év        | Magyar cím                        | Eredeti cím                | Szerep                          | Megjegyzések                          |
| --------- | --------------------------------- | -------------------------- | ------------------------------- | ------------------------------------- |
| 1984      |                                   | Goldie and the Bears       | Mac McKenna                     | tévéfilm                              |
| 1985–1986 | A szupercsapat                    | The A-Team                 | önmaga                          | 2 epizód                              |
| 1986      | Szerelemhajó                      | The Love Boat              | önmaga                          | tévéfilm                              |
| 1994      | Villám Spencer, a karibi őrangyal | Thunder in Paradise        | Randolph J. "Hurricane" Spencer | főszereplő (22 epizód)                |
| 1995      |                                   | Space Ghost Coast to Coast | önmaga                          | 1 epizód                              |
| 1996      | Baywatch                          | Baywatch                   | önmaga                          | 1 epizód                              |
| 1997      | Ördögök szigete                   | Assault on Devil's Island  | Mike McBride                    | tévéfilm                              |
| 1999      | Szeleburdi Susan                  | Suddenly Susan             | önmaga                          | 2 epizód                              |
| 1999      | Ördögök szigete 2.                | Assault on Death Mountain  | Mike McBride                    | tévéfilm                              |
| 2001      | Walker, a texasi kopó             | Walker, Texas Ranger       | Boomer Knight                   | 1 epizód                              |
| 2005–2007 |                                   | Hogan Knows Best           | önmaga                          | reality show                          |
| 2006–2016 | Robotcsirke                       | Robot Chicken              | több szereplő hangja            | 4 epizód                              |
| 2008–2009 |                                   | Brooke Knows Best          | önmaga                          | reality show                          |
| 2011–2015 |                                   | China, IL                  | A dékán                         | főszereplő                            |
| 2012      | Amerikai fater                    | American Dad!              | önmaga                          | 1 epizód                              |
| 2012      | Gyíkarcok                         | The Inbetweeners           | önmaga                          | 1 epizód                              |
| 2014      |                                   | The '80s Called            | önmaga                          | RadioShack reklám (Super Bowl XLVIII) |
| 2019      | A Goldberg család                 | The Goldbergs              | önmaga                          | 1 epizód                              |

## Pankrációban
- Befejező mozdulatai
  - Axe Bomber[1] (Crooked arm lariat)[283] – NJPW; used as a signature move in WWF/E/WCW
  - Overhead gutwrench backbreaker rack[284] – 1979–1980
  - Atomic Legdrop (citation needed)/ Legdrop of Doom[285] (Running leg drop)[1][3]
- Főbb mozdulatai
  - Atomic drop[286]
  - Big boot[1][287]
  - Body slam[1]
  - Multiple punches, sometimes followed by a wind-up punch[1]
  - Raking the opponent's eyes or back[1]
- Menedzserek
  - Lou Albano[288]
  - Freddie Blassie[2]
  - Miss Elizabeth[286]
  - Jimmy Hart[289]
- Becenevek
  - "The Fabulous"[290]
  - "The Incredible"[291]
  - "The Hulkster"[1]
  - "The Immortal"[1]
  - "Hollywood"[1]
  - "The Unstoppable Force"[292]
- Bevonuló zenéi
  - "Eye of the Tiger" by Survivor[174] (AWA/WWF/TNA; used at TNA house shows)
  - "Battlestar Galactica Theme" by Maynard Ferguson[293] (NJPW)
  - "Real American" performed by Rick Derringer and composed by Jim Johnston[294] (WWF/E/NJPW)
  - "Ravishing (Instrumental)" by Bonnie Tyler[293] (WWF)
  - "American Made" by The Wrestling Boot Band[293] (WCW)
  - "Voodoo Child (Slight Return)" by The Jimi Hendrix Experience[293] (WCW/WWF/E/NJPW)
  - "Rockhouse" by Frank Shelley[295] (WCW/WWF; used while a part of the New World Order)
  - "Kevin Nash/Wolfpac Theme" performed by C-Murder and composed by Jimmy Hart and H. Helm[296] (WCW; Used while a part of the nWo Elite)
  - "Immortal Theme" by Dale Oliver (TNA; used while a part of Immortal)[297]

### Eredményei
- 6x WWE-bajnok
- 2x Royal Rumble-győztes
- 6x WCW nehézsúlyú – világbajnok
- 1x World Tag Team-bajnok

## Fordítás
- Ez a szócikk részben vagy egészben  a   Hulk Hogan című angol Wikipédia-szócikk fordításán alapul.  Az eredeti cikk szerkesztőit annak laptörténete sorolja fel. Ez a jelzés csupán a megfogalmazás eredetét és a szerzői jogokat jelzi, nem szolgál a cikkben szereplő információk forrásmegjelöléseként.

## További információ
- Hivatalos oldal
- Hulk Hogan a Facebookon
- Hulk Hogan a PORT.hu-n (magyarul)
- Hulk Hogan az Internetes Szinkronadatbázisban (magyarul)
- Hulk Hogan az Internet Movie Database-ben (angolul)
- Hulk Hogan a Rotten Tomatoeson (angolul)